# Фелисландия
Фелисландия (порт. Felixlândia) — муниципалитет в Бразилии, входит в штат Минас-Жерайс. Составная часть мезорегиона Центр штата Минас-Жерайс. Входит в экономико-статистический микрорегион Курвелу. Население составляет 13 418 человек на 2006 год. Занимает площадь 1553,352 км². Плотность населения — 8,6 чел./км².

## История
Город основан 1 января 1948 года.

## Статистика
- Валовой внутренний продукт на 2003 год составляет 52 199 645,00 реалов (данные: Бразильский институт географии и статистики).
- Валовой внутренний продукт на душу населения на 2003 год составляет 3976,51 реалов (данные: Бразильский институт географии и статистики).
- Индекс развития человеческого потенциала на 2000 год составляет 0,730 (данные: Программа развития ООН).